# Lariozaur
Lariozaur (Lariosaurus) – rodzaj gada morskego z rzędu notozaurów. Żył w środkowym triasie (anizyk – ladyn), około 240 milionów lat temu, na terenach dzisiejszej Europy i Azji. Pierwsze szczątki tego gada odkryto w Hiszpanii. Wskazują one, że Lariosaurus miał stopy oraz nogi przystosowane zarówno do pływania jak i chodzenia po lądzie. Długość ciała tego gada wynosiła około 80 cm.
Przypuszcza się, że lariozaur mógł większość czasu spędzać na brzegu lub płyciznach. Polował zapewne na ryby, krewetki, mógł też wyjadać jaja innych gadów.
Gatunki
- Lariosaurus balsami
- Lariosaurus curioni
- Lariosaurus juvenilis[1]
- Lariosaurus valceresii
- Lariosaurus vosseveldensis[2]
- Lariosaurus winkelhorsti[1]
- Lariosaurus xingyiensis
- Lariosaurus youngi[1]